# Francisco Gento
Francisco Gento López, detto Paco (Guarnizo, 21 ottobre 1933 – Madrid, 18 gennaio 2022) è stato un calciatore e allenatore di calcio spagnolo, di ruolo attaccante.
Considerato uno dei più grandi calciatori spagnoli della storia nonché una delle migliori ali di sempre, occupa l'ottantaduesima posizione nella speciale classifica dei migliori calciatori del XX secolo pubblicata dalla rivista World Soccer e la trentesima posizione nell'omonima classifica stilata dall'IFFHS assieme al francese Just Fontaine. È stato inoltre inserito per sei anni consecutivi tra i candidati alla vittoria del Pallone d'oro (dal 1957 al 1962).
Detiene il record di vittorie nel campionato spagnolo (12). In Coppa dei Campioni ha trionfato dal 1956 al 1960 e poi da capitano nel 1966, sempre giocando nel Real Madrid; fino al 2024 era rimasto l'unico giocatore a vincere la massima competizione europea per 6 volte, record poi condiviso con Nacho, Daniel Carvajal, Luka Modrić e Toni Kroos. Insieme a Paolo Maldini, infine, è uno dei due giocatori che hanno disputato 8 finali di Coppa dei Campioni/UEFA Champions League.

## Biografia
Anche i suoi nipoti Paco Llorente e Julio Llorente sono stati calciatori.
È morto a Madrid il 18 gennaio 2022 all'età di 88 anni.

## Caratteristiche tecniche

### Giocatore

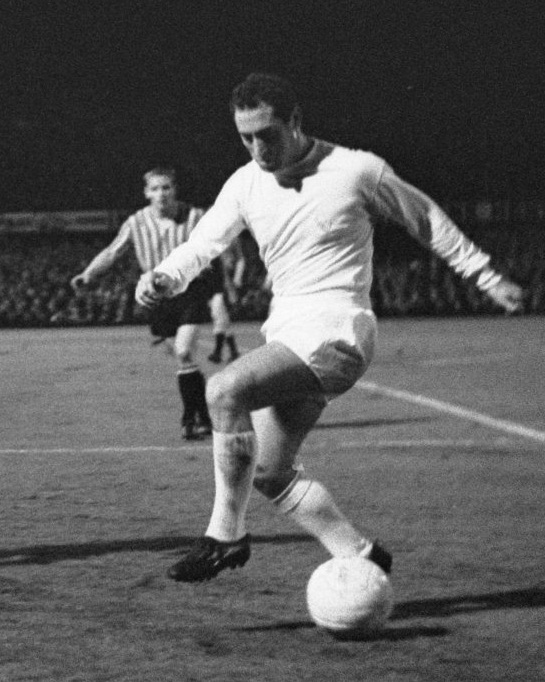
Gento in azione nel 1965

Gento, di piede mancino, giocava come ala sinistra ed era in possesso non solo di una grande velocità (si dice infatti che corresse i 100 metri in 11 secondi netti), ma anche di un gran controllo di palla e di una notevole visione di gioco.
Ala capace di sfornare numerosi assist e di realizzare diversi gol dalla distanza, viene considerato come uno dei più grandi giocatori spagnoli di ogni epoca.

## Carriera

### Giocatore

#### Club

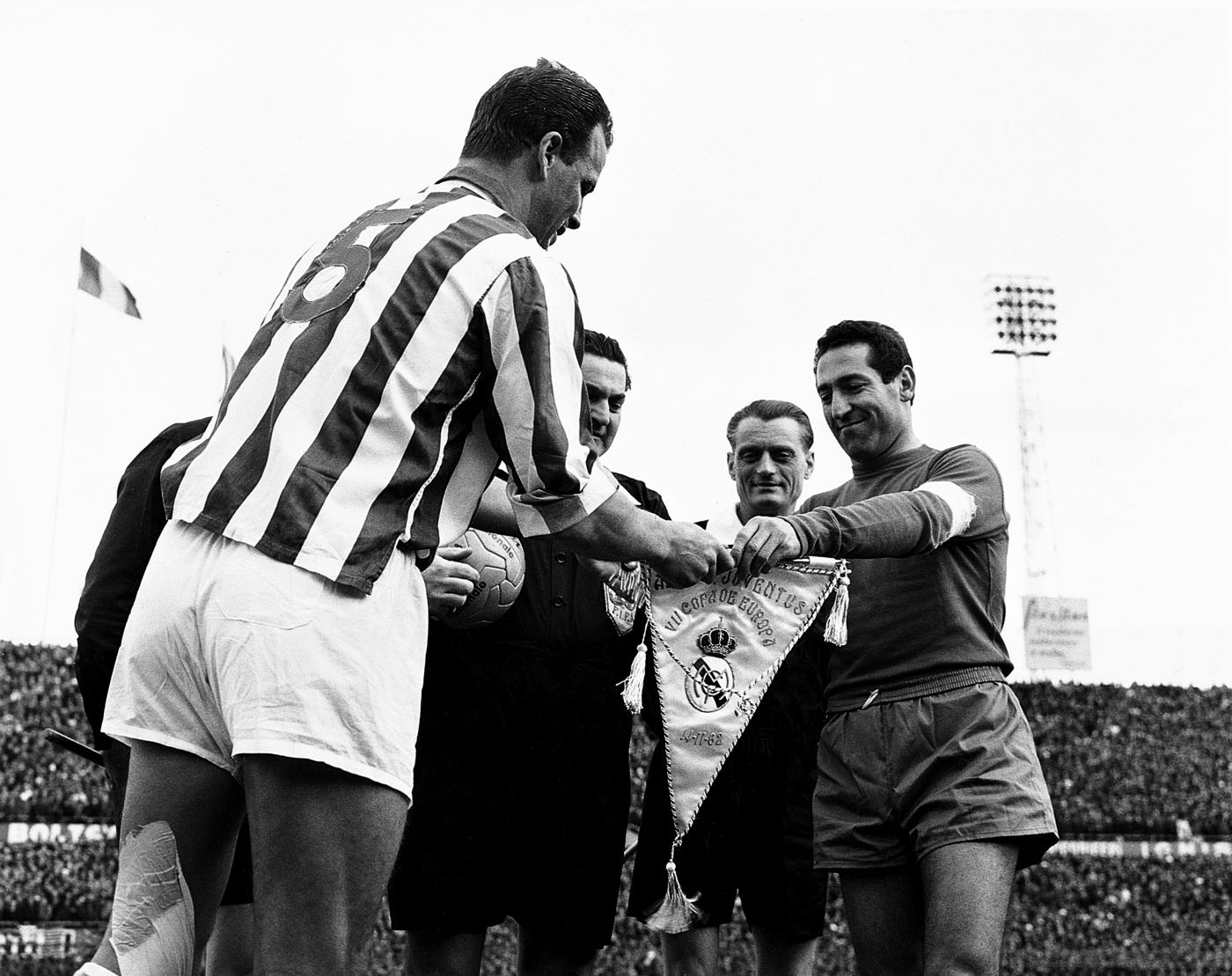
Gento (a destra), capitano dei Blancos, s'intrattiene con lo juventino Charles prima della sfida di Coppa dei Campioni 1961-1962

Gento esordisce nel calcio professionistico con il Racing Santander all'età di 19 anni. L'anno successivo, dopo aver realizzato 2 gol in 10 presenze nel campionato spagnolo, firma con il Real Madrid, squadra con la quale divenne una leggenda del calcio spagnolo. Nel Real Madrid riuscì a vincere numerosi trofei, tra cui una Coppa Intercontinentale, 12 campionati spagnoli, 2 Coppe di Spagna e 2 Coppe Latine (antesignana della Coppa dei Campioni).
Insieme a giocatori del calibro di Ferenc Puskás, Raymond Kopa e Alfredo Di Stéfano contribuì a rendere il Real Madrid la squadra più forte d'Europa, con il record tuttora imbattuto di cinque Coppe dei Campioni vinte nelle primi cinque edizioni del torneo: in particolare, Gento assurse a match winner della finale del 1958 contro il Milan siglando il decisivo 3-2 nei tempi supplementari. Divenne inoltre l'unico giocatore della storia a vincerne addirittura 6 giocando sempre nel Real Madrid.
Militò nel Real fino al 1971, raccogliendo in totale 602 presenze e 182 gol in partite ufficiali, 761 partite e 253 reti considerando le amichevoli.

#### Nazionale
Nella nazionale spagnola ha giocato 43 partite segnando 5 reti, venendo convocato per i mondiali di Cile 1962 e Inghilterra 1966. In mezzo, partecipò alle qualificazioni per l'europeo di Spagna 1964, poi vinto dai padroni di casa, ma Gento non poté fregiarsi del titolo continentale poiché non prese parte alla fase finale.

## Statistiche
Tra club e nazionale maggiore, Gento ha giocato 655 partite segnando 189 reti, alla media di 0,28 gol a partita.

### Presenze e reti nei club
| Stagione           | Squadra            | Campionato         | Campionato | Campionato | Coppe nazionali | Coppe nazionali | Coppe nazionali | Coppe continentali | Coppe continentali | Coppe continentali | Altre coppe | Altre coppe | Altre coppe | Totale | Totale |
| Stagione           | Squadra            | Comp               | Pres       | Reti       | Comp            | Pres            | Reti            | Comp               | Pres               | Reti               | Comp        | Pres        | Reti        | Pres   | Reti   |
| ------------------ | ------------------ | ------------------ | ---------- | ---------- | --------------- | --------------- | --------------- | ------------------ | ------------------ | ------------------ | ----------- | ----------- | ----------- | ------ | ------ |
| 1952-1953          | Racing Santander   | PD                 | 10         | 2          | CG              | -               | -               | -                  | -                  | -                  | -           | -           | -           | 10     | 2      |
| 1953-1954          | Real Madrid        | PD                 | 17         | 0          | CG              | 4               | 0               | -                  | -                  | -                  | -           | -           | -           | 21     | 0      |
| 1954-1955          | Real Madrid        | PD                 | 24         | 6          | CG              | 3               | 0               | -                  | -                  | -                  | CL          | 2           | 0           | 29     | 6      |
| 1955-1956          | Real Madrid        | PD                 | 29         | 7          | CG              | 6               | 3               | CC                 | 7                  | 1                  | -           | -           | -           | 42     | 11     |
| 1956-1957          | Real Madrid        | PD                 | 27         | 7          | CG              | 2               | 0               | CC                 | 8                  | 1                  | CL          | 2           | 3           | 39     | 11     |
| 1957-1958          | Real Madrid        | PD                 | 28         | 7          | CG              | 5               | 1               | CC                 | 6                  | 3                  | -           | -           | -           | 39     | 11     |
| 1958-1959          | Real Madrid        | PD                 | 21         | 7          | CG              | 5               | 2               | CC                 | 8                  | 1                  | -           | -           | -           | 34     | 10     |
| 1959-1960          | Real Madrid        | PD                 | 27         | 14         | CG              | 5               | 2               | CC                 | 6                  | 2                  | -           | -           | -           | 38     | 18     |
| 1960-1961          | Real Madrid        | PD                 | 28         | 9          | CG              | 8               | 3               | CC                 | 2                  | 1                  | CInt        | 1           | 1           | 39     | 14     |
| 1961-1962          | Real Madrid        | PD                 | 25         | 6          | CG              | 9               | 4               | CC                 | 10                 | 2                  | -           | -           | -           | 44     | 12     |
| 1962-1963          | Real Madrid        | PD                 | 25         | 7          | CG              | 4               | 1               | CC                 | 2                  | 1                  | -           | -           | -           | 31     | 9      |
| 1963-1964          | Real Madrid        | PD                 | 24         | 12         | CG              | 2               | 0               | CC                 | 9                  | 3                  | -           | -           | -           | 35     | 15     |
| 1964-1965          | Real Madrid        | PD                 | 23         | 4          | CG              | 3               | 0               | CC                 | 6                  | 5                  | -           | -           | -           | 32     | 9      |
| 1965-1966          | Real Madrid        | PD                 | 28         | 10         | CG              | 3               | 2               | CC                 | 9                  | 3                  | -           | -           | -           | 40     | 15     |
| 1966-1967          | Real Madrid        | PD                 | 20         | 11         | CG              | 5               | 0               | CC                 | 4                  | 0                  | CInt        | 1           | 0           | 30     | 11     |
| 1967-1968          | Real Madrid        | PD                 | 24         | 8          | CG              | 0               | 0               | CC                 | 7                  | 5                  | -           | -           | -           | 31     | 13     |
| 1968-1969          | Real Madrid        | PD                 | 26         | 8          | CG              | 2               | 1               | CC                 | 2                  | 0                  | -           | -           | -           | 30     | 9      |
| 1969-1970          | Real Madrid        | PD                 | 25         | 3          | CG              | 5               | 1               | CC                 | 3                  | 2                  | -           | -           | -           | 33     | 6      |
| 1970-1971          | Real Madrid        | PD                 | 7          | 0          | CG              | 2               | 0               | CdC                | 6                  | 0                  | -           | -           | -           | 15     | 0      |
| Totale Real Madrid | Totale Real Madrid | Totale Real Madrid | 428        | 126        |                 | 73              | 20              |                    | 95                 | 30                 |             | 6           | 4           | 602    | 182    |
| Totale carriera    | Totale carriera    | Totale carriera    | 438        | 128        |                 | 73              | 20              |                    | 95                 | 30                 |             | 6           | 4           | 612    | 184    |

### Cronologia presenze e reti in nazionale
| Cronologia completa delle presenze e delle reti in nazionale ― Spagna | Cronologia completa delle presenze e delle reti in nazionale ― Spagna | Cronologia completa delle presenze e delle reti in nazionale ― Spagna | Cronologia completa delle presenze e delle reti in nazionale ― Spagna | Cronologia completa delle presenze e delle reti in nazionale ― Spagna | Cronologia completa delle presenze e delle reti in nazionale ― Spagna | Cronologia completa delle presenze e delle reti in nazionale ― Spagna | Cronologia completa delle presenze e delle reti in nazionale ― Spagna |
| Data                                                                  | Città                                                                 | In casa                                                               | Risultato                                                             | Ospiti                                                                | Competizione                                                          | Reti                                                                  | Note                                                                  |
| --------------------------------------------------------------------- | --------------------------------------------------------------------- | --------------------------------------------------------------------- | --------------------------------------------------------------------- | --------------------------------------------------------------------- | --------------------------------------------------------------------- | --------------------------------------------------------------------- | --------------------------------------------------------------------- |
| 18-5-1955                                                             | Madrid                                                                | Spagna                                                                | 1 – 1                                                                 | Inghilterra                                                           | Amichevole                                                            | -                                                                     |                                                                       |
| 3-6-1956                                                              | Oeiras                                                                | Portogallo                                                            | 3 – 1                                                                 | Spagna                                                                | Amichevole                                                            | -                                                                     |                                                                       |
| 30-1-1957                                                             | Madrid                                                                | Spagna                                                                | 5 – 1                                                                 | Paesi Bassi                                                           | Amichevole                                                            | -                                                                     |                                                                       |
| 10-3-1957                                                             | Madrid                                                                | Spagna                                                                | 2 – 2                                                                 | Svizzera                                                              | Qual. Mondiali 1958                                                   | -                                                                     |                                                                       |
| 31-3-1957                                                             | Bruxelles                                                             | Belgio                                                                | 0 – 5                                                                 | Spagna                                                                | Amichevole                                                            | -                                                                     |                                                                       |
| 8-5-1957                                                              | Glasgow                                                               | Scozia                                                                | 4 – 2                                                                 | Spagna                                                                | Qual. Mondiali 1958                                                   | -                                                                     |                                                                       |
| 26-5-1957                                                             | Madrid                                                                | Spagna                                                                | 4 – 1                                                                 | Scozia                                                                | Qual. Mondiali 1958                                                   | -                                                                     |                                                                       |
| 6-11-1957                                                             | Madrid                                                                | Spagna                                                                | 3 – 0                                                                 | Turchia                                                               | Amichevole                                                            | -                                                                     |                                                                       |
| 24-11-1957                                                            | Losanna                                                               | Svizzera                                                              | 1 – 4                                                                 | Spagna                                                                | Qual. Mondiali 1958                                                   | -                                                                     |                                                                       |
| 13-4-1958                                                             | Madrid                                                                | Spagna                                                                | 1 – 0                                                                 | Portogallo                                                            | Amichevole                                                            | -                                                                     |                                                                       |
| 15-10-1958                                                            | Madrid                                                                | Spagna                                                                | 6 – 2                                                                 | Irlanda del Nord                                                      | Amichevole                                                            | -                                                                     |                                                                       |
| 28-2-1959                                                             | Roma                                                                  | Italia                                                                | 1 – 1                                                                 | Spagna                                                                | Amichevole                                                            | -                                                                     |                                                                       |
| 28-6-1959                                                             | Chorzów                                                               | Polonia                                                               | 2 – 4                                                                 | Spagna                                                                | Qual. Euro 1960                                                       | -                                                                     |                                                                       |
| 14-10-1959                                                            | Madrid                                                                | Spagna                                                                | 3 – 0                                                                 | Polonia                                                               | Qual. Euro 1960                                                       | 1                                                                     |                                                                       |
| 22-11-1959                                                            | Valencia                                                              | Spagna                                                                | 6 – 3                                                                 | Austria                                                               | Amichevole                                                            | -                                                                     |                                                                       |
| 17-12-1959                                                            | Parigi                                                                | Francia                                                               | 4 – 3                                                                 | Spagna                                                                | Amichevole                                                            | -                                                                     |                                                                       |
| 13-3-1960                                                             | Barcellona                                                            | Spagna                                                                | 3 – 1                                                                 | Italia                                                                | Amichevole                                                            | -                                                                     |                                                                       |
| 15-5-1960                                                             | Madrid                                                                | Spagna                                                                | 3 – 0                                                                 | Inghilterra                                                           | Amichevole                                                            | -                                                                     |                                                                       |
| 26-10-1960                                                            | Londra                                                                | Inghilterra                                                           | 4 – 2                                                                 | Spagna                                                                | Amichevole                                                            | -                                                                     |                                                                       |
| 30-10-1960                                                            | Vienna                                                                | Austria                                                               | 3 – 0                                                                 | Spagna                                                                | Amichevole                                                            | -                                                                     |                                                                       |
| 2-4-1961                                                              | Madrid                                                                | Spagna                                                                | 2 – 0                                                                 | Francia                                                               | Amichevole                                                            | 1                                                                     |                                                                       |
| 19-4-1961                                                             | Cardiff                                                               | Galles                                                                | 1 – 2                                                                 | Spagna                                                                | Qual. Mondiali 1962                                                   | -                                                                     |                                                                       |
| 18-5-1961                                                             | Madrid                                                                | Spagna                                                                | 1 – 1                                                                 | Galles                                                                | Qual. Mondiali 1962                                                   | -                                                                     |                                                                       |
| 11-6-1961                                                             | Siviglia                                                              | Spagna                                                                | 2 – 0                                                                 | Argentina                                                             | Amichevole                                                            | -                                                                     | cap.                                                                  |
| 12-11-1961                                                            | Casablanca                                                            | Marocco                                                               | 0 – 1                                                                 | Spagna                                                                | Qual. Mondiali 1962                                                   | -                                                                     | cap.                                                                  |
| 10-12-1961                                                            | Colombes                                                              | Francia                                                               | 1 – 1                                                                 | Spagna                                                                | Amichevole                                                            | -                                                                     | cap.                                                                  |
| 31-5-1962                                                             | Viña del Mar                                                          | Cecoslovacchia                                                        | 1 – 0                                                                 | Spagna                                                                | Mondiali 1962 - 1º turno                                              | -                                                                     |                                                                       |
| 3-6-1962                                                              | Viña del Mar                                                          | Messico                                                               | 0 – 1                                                                 | Spagna                                                                | Mondiali 1962 - 1º turno                                              | -                                                                     | cap.                                                                  |
| 6-6-1962                                                              | Viña del Mar                                                          | Brasile                                                               | 2 – 1                                                                 | Spagna                                                                | Mondiali 1962 - 1º turno                                              | -                                                                     | cap.                                                                  |
| 1-11-1962                                                             | Madrid                                                                | Spagna                                                                | 6 – 0                                                                 | Romania                                                               | Qual. Euro 1964                                                       | -                                                                     |                                                                       |
| 25-11-1962                                                            | Bucarest                                                              | Romania                                                               | 3 – 1                                                                 | Spagna                                                                | Qual. Euro 1964                                                       | -                                                                     |                                                                       |
| 2-12-1962                                                             | Bruxelles                                                             | Belgio                                                                | 1 – 1                                                                 | Spagna                                                                | Amichevole                                                            | -                                                                     |                                                                       |
| 9-1-1963                                                              | Barcellona                                                            | Spagna                                                                | 0 – 0                                                                 | Francia                                                               | Amichevole                                                            | -                                                                     |                                                                       |
| 30-11-1963                                                            | Belfast                                                               | Irlanda del Nord                                                      | 0 – 1                                                                 | Spagna                                                                | Qual. Euro 1964                                                       | 1                                                                     | cap.                                                                  |
| 1-12-1963                                                             | Valencia                                                              | Spagna                                                                | 1 – 2                                                                 | Belgio                                                                | Amichevole                                                            | -                                                                     | cap.                                                                  |
| 23-6-1966                                                             | La Coruña                                                             | Spagna                                                                | 1 – 1                                                                 | Uruguay                                                               | Amichevole                                                            | 1                                                                     | cap.                                                                  |
| 13-7-1966                                                             | Birmingham                                                            | Argentina                                                             | 2 – 1                                                                 | Spagna                                                                | Mondiali 1966 - 1º turno                                              | -                                                                     | cap.                                                                  |
| 15-7-1966                                                             | Sheffield                                                             | Svizzera                                                              | 1 – 2                                                                 | Spagna                                                                | Mondiali 1966 - 1º turno                                              | -                                                                     | cap.                                                                  |
| 24-5-1967                                                             | Londra                                                                | Inghilterra                                                           | 2 – 0                                                                 | Spagna                                                                | Amichevole                                                            | -                                                                     | cap.                                                                  |
| 31-5-1967                                                             | Bilbao                                                                | Spagna                                                                | 2 – 0                                                                 | Turchia                                                               | Qual. Euro 1968                                                       | 1                                                                     | cap.                                                                  |
| 28-2-1968                                                             | Siviglia                                                              | Spagna                                                                | 3 – 1                                                                 | Svezia                                                                | Amichevole                                                            | -                                                                     | cap.                                                                  |
| 8-5-1968                                                              | Madrid                                                                | Spagna                                                                | 1 – 2                                                                 | Inghilterra                                                           | Qual. Euro 1968                                                       | -                                                                     | cap.                                                                  |
| 15-10-1969                                                            | La Línea de la Concepción                                             | Spagna                                                                | 6 – 0                                                                 | Finlandia                                                             | Qual. Mondiali 1970                                                   | -                                                                     | cap. 53’                                                              |
| Totale                                                                |                                                                       | Presenze                                                              | 43                                                                    |                                                                       | Reti                                                                  | 5                                                                     |                                                                       |

### Record
- Giocatore, insieme a Nacho, Daniel Carvajal, Luka Modrić e Toni Kroos, ad aver vinto più Coppe dei Campioni/UEFA Champions League (6).
- Giocatore ad aver vinto più campionati spagnoli (12).

## Palmarès

### Giocatore

#### Club

##### Competizioni nazionali
- Campionato spagnolo: 12  (record)

Real Madrid: 1953-1954, 1954-1955, 1956-1957, 1957-1958, 1960-1961, 1961-1962, 1962-1963, 1963-1964, 1964-1965, 1966-1967, 1967-1968, 1968-1969
- Coppa di Spagna: 2

Real Madrid: 1961-1962, 1969-1970

##### Competizioni internazionali
- Coppa Latina: 2

Real Madrid: 1955, 1957
- Coppa dei Campioni: 6  (record condiviso con Nacho, Daniel Carvajal, Luka Modrić e Toni Kroos)

Real Madrid: 1955-1956, 1956-1957, 1957-1958, 1958-1959, 1959-1960, 1965-1966
- Coppa Intercontinentale: 1

Real Madrid: 1960

#### Individuale
- Capocannoniere della Coppa Latina: 1

1957 (3 gol)
- Inserito nelle "Leggende del Calcio" del Golden Foot (2005)